# United Technologies
United Technologies Corporation (UTC)  (NYSE: UTX) — одна з найбільших фінансово-промислових груп США. Штаб-квартира — в Хартфорді, штат Коннектикут.

## Історія
Заснована 1929 року, коли компанії Boeing Airplane Company, Boeing Air Transport, Chance Vought, Hamilton Standard, Pratt & Whitney, Sikorsky Aircraft об'єдналися, створивши компанію United Aircraft and Transport Corporation. 1934 року, відповідно до Air Mail Act, компанія була розділена на три частини — Boeing, United Aircraft і United Airlines. 1975 року United Aircraft була перейменована в United Technologies (це ім'я компанія і носить сьогодні).

## Власники та керівництво
Головний управлінець та президент — Луї Шеневье (Louis R. Chênevert), голова ради директорів — Джордж Девід (George David).

## Діяльність
В UTC входять такі компанії:
- Carrier Corporation — одна з провідних у світі компаній з виробництва систем обігріву, вентиляції, кондиціонування, охолодження.
- UTC Aerospace Systems — злиття Hamilton Sundstrand and Goodrich у 2012.
- Hamilton Sundstrand — компанія оборонного комплексу, що розробляє та випускає авіаційне та інше військове обладнання.
- Otis — найбільший в світі виробник ліфтів, ескалаторів тощо.
- Pratt & Whitney — компанія-виробник авіадвигунів, газових турбін та ін.
- Sikorsky Aircraft Corporation — світовий лідер у розробці та випуску гелікоптерів для комерційних, промислових та військових потреб.
- та інші.

Загальна чисельність персоналу компаній холдингу на 2008 рік — 223,1 тис. осіб. 
Сукупний виторг підприємств United Technologies за 2008 рік — $58,7 млрд (за 2007 рік — $54,8 млрд), чистий прибуток — $4,7 млрд ($4,2 млрд). Активи на кінець 2008 року — $56,5 млрд